# 미즈누마 고타
미즈누마 고타(일본어: 水沼 宏太, 1990년 2월 22일 ~ )는 일본의 축구 선수이다. 현재 J1리그의 요코하마 F. 마리노스에서 뛰고 있다.

## 구단 경력
그는 2007년부터 2024년까지 J리그의 요코하마 F. 마리노스, 도치기 SC, 사간 도스, FC 도쿄, 세레소 오사카에서 활동하였다.

## 국가대표팀 경력
그는 2007년 FIFA U-17 월드컵에 참가할 일본 U-17 국가대표팀에 발탁되었으며, 3경기에 출전했다.
2010년 아시안 게임에 참가할 일본 U-23 국가대표팀에 발탁되었으며, 금메달 획득에 기여했다.
2022년 EAFF E-1 풋볼 챔피언십에 참가할 일본 국가대표팀에 발탁되었으며, 7월 19일 홍콩와의 경기에서 데뷔했다. 대회 우승에 기여했다. 그는 국제 A매치 통산 2경기에 출전했다.

## 통계
| 일본 | 일본 | 일본 |
| 연도 | 출전 | 득점 |
| ---- | ---- | ---- |
| 2022 | 2    | 0    |
| 통산 | 2    | 0    |